# Parque Balmaceda
El Parque Balmaceda es un parque urbano ubicado en la comuna de Providencia, en la ciudad de Santiago, Chile. Debe su nombre a la donación hecha por el escultor chileno Samuel Román del monumento a José Balmaceda construido en su homenaje, el presidente de Chile entre 1886 y 1891, durante cuyo gobierno fue realizada la primera canalización del río Mapocho. Esta obra, junto al obelisco de 24 metros, fue instalada en su inicio poniente.
En el parque existe un «café literario», que es principalmente una biblioteca administrada por la municipalidad de Providencia, un museo subterráneo donde se exponen los Tajamares del Mapocho y, en su límite oriental, la plaza a la Aviación, donde está la Fuente Bicentenario, que es iluminada de noche. El Puente peatonal Condell es otro de los hitos del parque. Integra la red de parques de la ribera sur del río Mapocho: al norte tiene el cicloparque Mapocho 42K, al este limita con el Uruguay y al oeste con la Plaza Baquedano. Estará paralelo al Paseo fluvial Río Mapocho.
No posee cierre perimetral y está emplazado entre la Avenida Vicuña Mackenna al oeste y termina en el este en la calle Huelén. Es bordeado en su costado norte por la avenida Andrés Bello (eje costanera sur), y en su costado sur por Providencia. Abarca tres estaciones del Metro de Santiago: Baquedano, Salvador y Manuel Montt.

## Historia

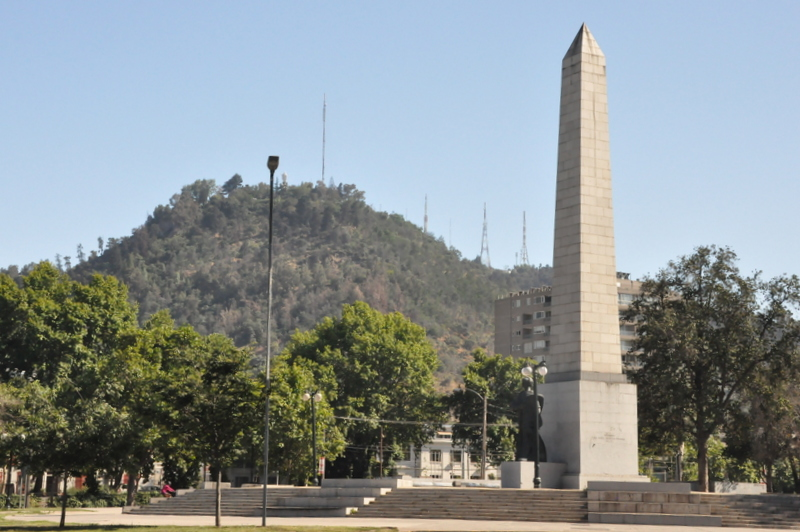
Obelisco del monumento a José Manuel Balmaceda.

El parque fue construido en la década de 1930 gracias al espacio dejado por la segunda canalización del río Mapocho, en Providencia, y luego de la grave crisis económica de la Gran Depresión dentro de los planes de empleo, ordenado por el alcalde Almanzor Ureta.
El diseño fue realizado por el paisajista alemán Óscar Prager. Primero fue llamado Parque Providencia —conteniendo en su interior un jardín aportado por la colonia japonesa en Chile, razón por la cual era conocido de manera no oficial como «Parque Japonés», como homenaje al país asiático— pero durante el desarrollo de la Segunda Guerra Mundial, mediante la Ley 7744 del 27 de diciembre de 1943 fue cambiado por el de parque Gran Bretaña, en honor al reino europeo, ya que integraba a los aliados como Chile. Sus ciruelos fueron cortados, aunque más tarde fueron repuestos. El paisajismo original contemplaba especies autóctonas, como quillayes, maitenes, peumos, pataguas, arrayanes, bellotos del norte, bellotos del sur y otros, algunos de los cuales se conservan.
El 19 de septiembre de 1935 fue puesta la primera piedra del monumento en homenaje a José Manuel Balmaceda, y su inauguración ocurriría 14 años después, el 12 de octubre de 1949.
El café literario, inaugurado en 1960, fue el primero de este tipo en Santiago. En esta biblioteca se realizan lanzamientos de libros, charlas, seminarios y otras actividades de carácter cultural que buscan fomentar la lectura.

## Galería

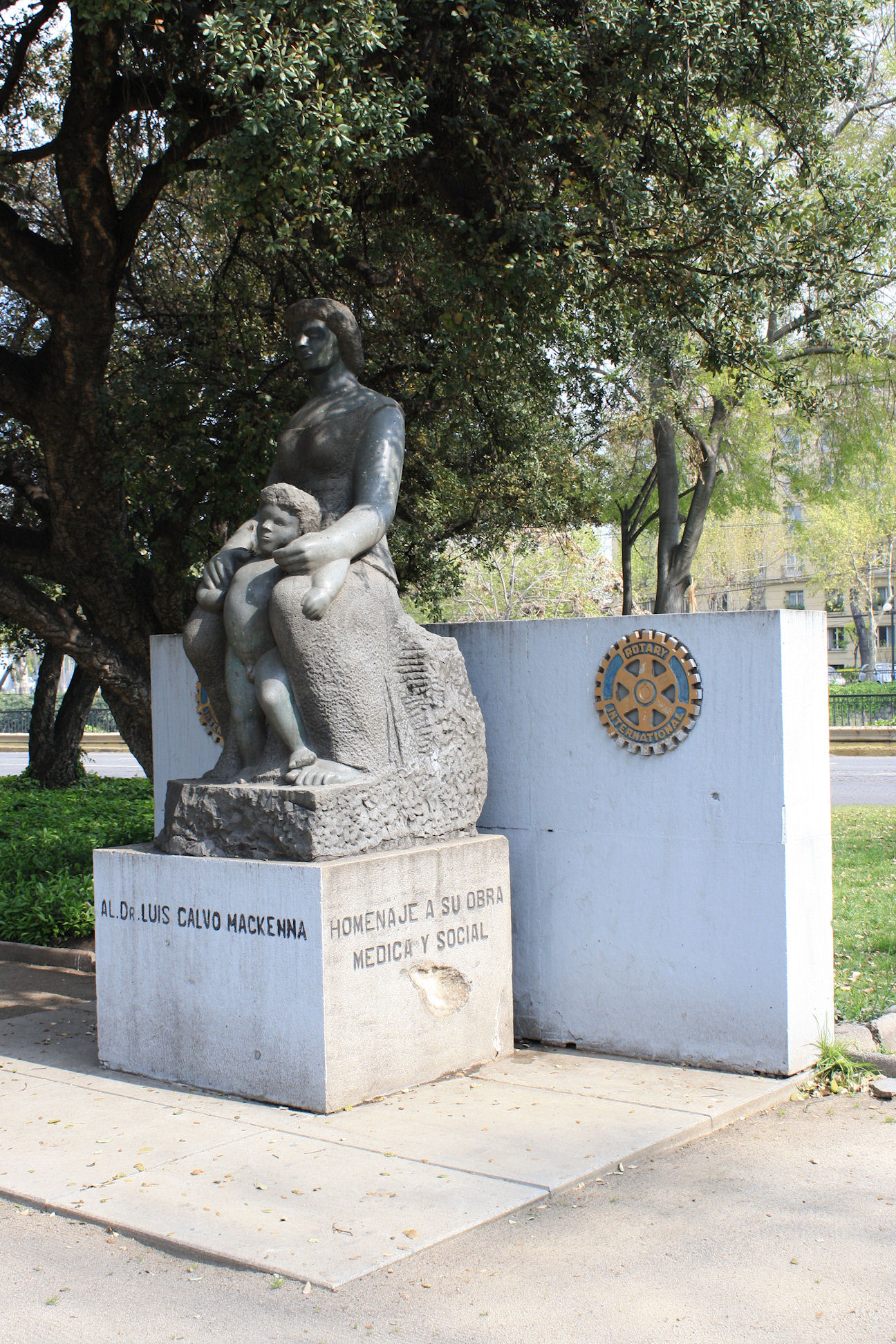
Monumento a Luis Calvo Mackenna
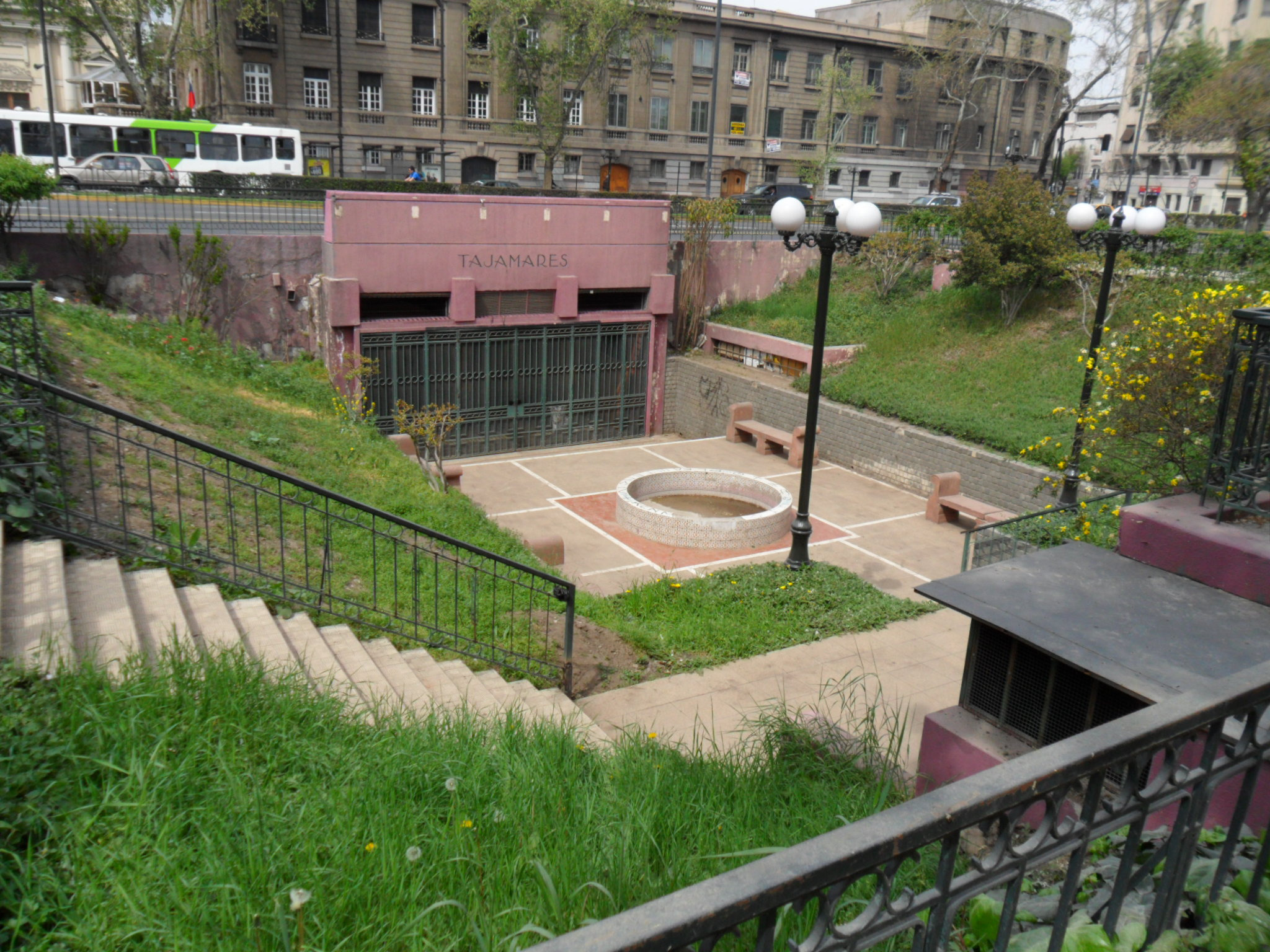
Museo de los Tajamares
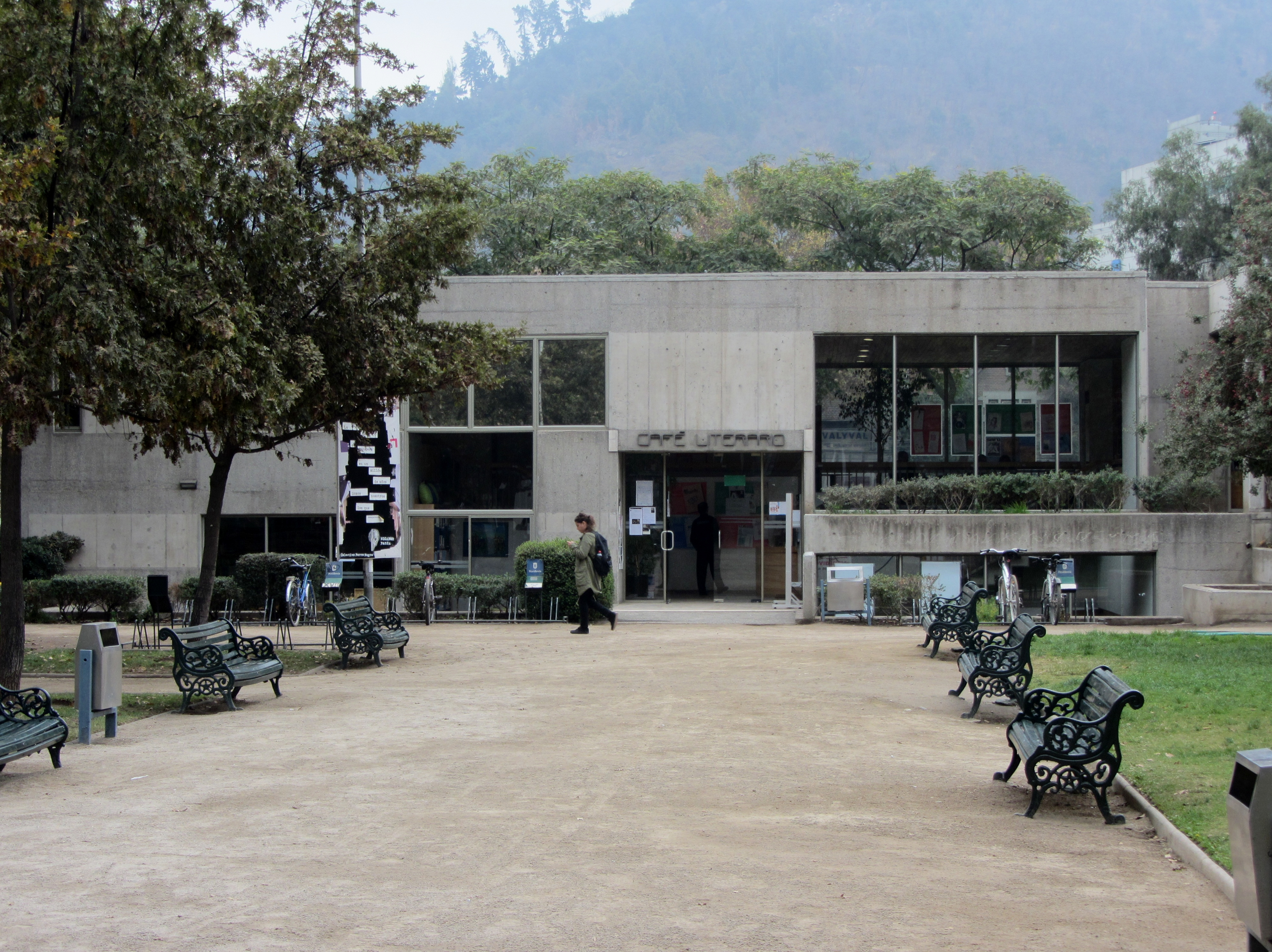
Café Literario Parque Balmaceda
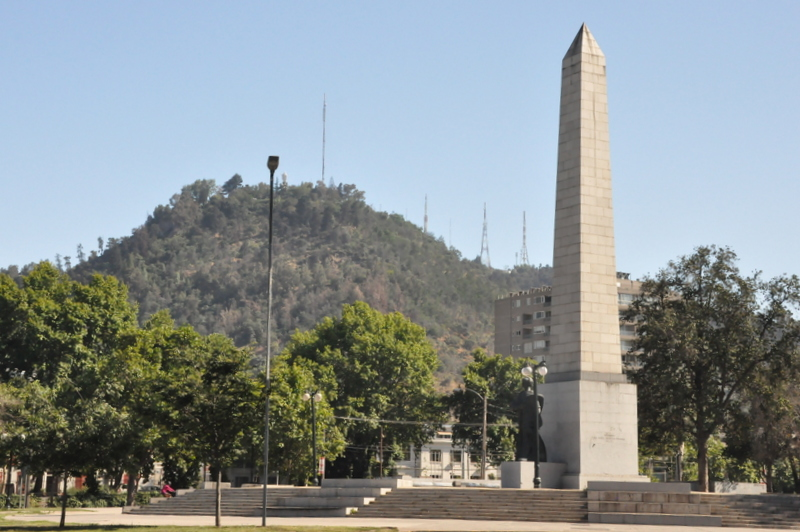
Monumento a José Manuel Balmaceda